# Suchinda Kraprayoon
Đại tướng Suchinda Kraprayoon (tiếng Thái: สุ จินดา ครา ประยูร; Suchinda Khra-prayun, sinh ngày 6 tháng 8 năm 1933) là chính trị gia và sĩ quan quân đội người Thái Lan. Ông từng giữ chức thủ tướng Thái Lan từ ngày 7 tháng 4 năm 1992 đến ngày 24 tháng 5 năm 1992.
Suchinda từ chức từ chức Thủ tướng vào ngày 24 tháng 5 năm 1992. Phó thủ tướng Meechai Ruchuphan trở thành thủ tướng tạm quyền trong một thời gian ngắn cho đến khi chính phủ mới được thành lập.